# Ліпінське (Гіжицький повіт)
Ліпінське (пол. Lipińskie, нім. Lindenweise) — село в Польщі, у гміні Мілки Гіжицького повіту Вармінсько-Мазурського воєводства.
Населення — 161 особа (2011).

## Демографія
Демографічна структура станом на 31 березня 2011 року:
|          | Загалом | Допрацездатний вік | Працездатний вік | Постпрацездатний вік |
| -------- | ------- | ------------------ | ---------------- | -------------------- |
| Чоловіки | 91      | 26                 | 60               | 5                    |
| Жінки    | 70      | 14                 | 44               | 12                   |
| Разом    | 161     | 40                 | 104              | 17                   |